# Prințul Frederic de Hesse
Landgraful Frederic al III-lea de Hesse-Kassel (11 septembrie 1747 – 20 mai 1837), născut Prințul Frederic de Hesse, a fost membru al Casei de Hesse-Kassel și general danez.
A fost fiul cel mic al lui Frederic al II-lea, Landgraf de Hesse-Cassel și a Prințesei Mary a Marii Britanii. A fost ultimul nepot în viață a regelui George al II-lea al Marii Britanii; a murit cu o lună înainte ca verișoara sa Victoria a Regatului Unit să acceadă la tron.

## Biografie
Tatăl său, atunci prinț ereditar (a domnit din 1760 și a murit în 1785) și-a părăsit familia în 1747 și s-a convertit la catolicism; în 1755 căsătoria s-a înheiat oficial. Tânărul prinț Frederic, împreună cu cei doi frați ai lui mai mari, au rămas cu mama lor și curând s-au mutat în Danemarca, la mătușa maternă Louise a Marii Britanii, care a murit în 1751. Cei doi frați ai lui s-au căsătorit cu prințese daneze, verișoarele lor primare, în 1763 și 1766. Numai fratele cel mare s-a întors în Kassel în 1785 când a devenit landgraf.

### Căsătorie
S-a căsătorit cu Prințesa Caroline de Nassau-Usingen (1762-1823), moștenitoarea unei bogate familii căreia linia masculină s-a stins. În 1781 el a cumpărat de la fratele său Carl castelul Rumpenheim, care a devenit reședința familiei. Descendenții săi sunt cunoscuți ca ramura Hesse-Kassel-Rumpenheim a Casei de Hesse, una din cele două ramuri care a supraviețuit până în prezent.

### Copii
- Wilhelm  (24 decembrie 1787 - 5 septembrie 1867), căsătorit cu Louise Charlotte a Danemarcei (1789–1864); a fost tatăl Louisei de Hesse-Kassel, soția regelui Christian al IX-lea al Danemarcei.
- Karl Friedrich (9 martie 1789 - 10 septembrie 1802)
- Friedrich Wilhelm (24 aprilie 1790 - 25 octombrie 1876)
- Ludwig Karl (12 noiembrie 1791 - 12 mai 1800)
- Georg Karl (14 ianuarie 1793 - 4 martie 1881)
- Luise Karoline Marie Friederike (9 aprilie 1794 - 16 martie 1881)
- Marie Wilhelmine Friederike (21 ianuarie 1796 - 30 decembrie 1880), căsătorită cu Georg, Mare Duce de Mecklenburg-Strelitz (1779–1860)
- Augusta Wilhelmine Luise (25 iulie 1797 - 6 aprilie 1889), căsătorită cu Prințul Adolphus, Duce de Cambridge (1774–1850)